# Liste von Orgeln in Halle (Saale)
Die Liste von Orgeln in Halle (Saale) erfasst sukzessive alle in der Stadt Halle (Saale) vorhandenen Orgeln. Diese Liste ergänzt die Hauptartikel Orgellandschaft Sachsen-Anhalt sowie Liste von Orgeln in Sachsen-Anhalt.
Im Falle späterer Erweiterungen ist das originale Baujahr kursiv angegeben, ebenso die ursprüngliche Registerzahl. Bei Instrumenten mit Wechselschleifen wird die tatsächliche Registerzahl in Klammern angegeben.
Die Tabelle ist sortierbar. In der vierten Spalte sind die hauptsächlichen Erbauer angeführt; eine Kooperation mehrerer Orgelbauer wird durch Schrägstrich angezeigt, spätere Umbauten durch Komma. In der sechsten Spalte bezeichnet die römische Zahl die Anzahl der Manuale, ein großes „P“ ein selbstständiges Pedal, ein kleines „p“ ein nur angehängtes Pedal. Die vorletzte Spalte führt die Anzahl der klingenden Register an, die letzte Spalte Besonderheiten und weiterführende Weblinks. Bei der chronologischen Sortierung in der sechsten Spalte ist das Jahr der Fertigstellung maßgeblich.
| Ort                             | Gebäude                                                                    | Bild | Orgelbauer                                     | Jahr         | Manuale | Register | Bemerkungen |
| ------------------------------- | -------------------------------------------------------------------------- | ---- | ---------------------------------------------- | ------------ | ------- | -------- | --- |
| Altstadt                        | Dom (evangelisch-reformiert)                                               |      | Johann Gottlob Ehregott Stephani               | 1799         | I/P     | 11       | Orgel erbaut für die ev. Kirche in Kreudnitz, wurde um 1970 nach Rötha, später in die Marienkirche Stralsund versetzt, seit 2008 im Dom zu Halle |
| Altstadt                        | Dom (evangelisch-reformiert)                                               |      | Friedrich Wilhelm und August Ferdinand Wäldner | 1851         | II/P    | 33       | Orgel größtes Werk der Werkstatt Wäldner, 2017–18 Rekonstruktion durch Wegscheider                                                               |
| Altstadt                        | Dom (evangelisch-reformiert)                                               |      | Orgelwerkstatt Wegscheider                     | 1994         | I       | 2        | Orgel mit liegenden Holzpfeifen, bis 2019 in der Hochschule für Kirchenmusik, seit 2019 als Leihgabe im Dom                                      |
| Altstadt                        | Domgemeindehaus (evangelisch-reformiert)                                   |      | unbekannt                                      | um 1800      | I/P     | 8        | Orgel stammt aus der Kirche von Kirchedlau, seit 1948 steht sie im Domgemeindehaus                                                               |
| Altstadt                        | Evangelische Hochschule für Kirchenmusik (Aula)                            |      | Eule Orgelbau Bautzen                          | 2019         | III/P   | 29+7     | Orgel |
| Altstadt                        | Evangelische Hochschule für Kirchenmusik (Foyer)                           |      | Henk Klop                                      | 2005         | II/P    | 15       | Orgel erbaut im barocken Stil, Zimbelstern als Geschenk des Erbauers                                                                             |
| Altstadt                        | Evangelische Hochschule für Kirchenmusik (Raum 210)                        |      | Reinhard Hüfken                                | 1987         | I/p     | 4        | Orgel |
| Altstadt                        | Evangelische Hochschule für Kirchenmusik (Raum 211)                        |      | Alexander Schuke Orgelbau                      | 1981         | II/P    | 5        | Op. 503, Orgel |
| Altstadt                        | Evangelische Hochschule für Kirchenmusik (Raum 212)                        |      | Orgelmanufaktur Jost Truthmann                 | 2002/2021    | II/P    | 9        | Orgel 2021 erweitert um zwei Pedalregister |
| Altstadt                        | Evangelische Hochschule für Kirchenmusik (Raum 213)                        |      | Mitteldeutscher Orgelbau A. Voigt              | 1964         | I/P     | 5        | Orgel mit geteilten Schleifen |
| Altstadt                        | Evangelische Hochschule für Kirchenmusik (Raum 307)                        |      | Alexander Schuke Orgelbau                      | 1981         | II/P    | 5        | Op. 504, Orgel |
| Altstadt                        | Evangelisch-methodistische Kirche                                          |      | Reinhard Adam                                  | 1959         | I/P     | 5        | Orgel |
| Altstadt                        | Magdalenenkapelle (Moritzburg)                                             |      | Kühn Orgelbau Merseburg                        | 1990         | II/P    | 18       | Orgelmit Material einer Vorgängerorgel |
| Altstadt                        | Marktkirche Unserer Lieben Frauen (evangelisch)                            |      | Alexander Schuke Orgelbau                      | 1984         | III/P   | 56       | Orgel hinter historischem Prospekt einer Contius-Orgel, 2007 Revision, Umintonation und Einbau einer Setzeranlage durch Fa. Sauer                |
| Altstadt                        | Marktkirche Unserer Lieben Frauen (evangelisch)                            |      | Georg Reichel                                  | 1663/64      | I/-     | 6        | Orgel mitteltönig gestimmt, 1972 Sanierung durch Schuke Orgelbau                                                                                 |
| Altstadt                        | Gertraudenkapelle (evangelisch)                                            |      | Wilhelm Rühlmann                               | 1890         | I/p     | 4        | Orgel fragmentarisch erhalten, nicht spielbar |
| Altstadt                        | St. Mauritius (Moritzkirche) (katholisch)                                  |      | W. Sauer Orgelbau                              | 1925/1927    | III/P   | 63       | Orgel 1925 mit III/53 erbaut, 1927 erweitert, hinter Prospekt von 1843, 2009–2011 Sanierung durch Hüfken                                         |
| Altstadt                        | Konzerthalle St. Ulrich (ehem. St.-Ulrich-Kirche)                          |      | W. Sauer Orgelbau                              | 1980         | III/P   | 56       | Orgel Standort im Chorraum, 2019 durch Alexander Schuke überholt, dabei Einbau einer Setzeranlage sowie leichte Anpassung der Disposition        |
| Ammendorf                       | St. Marien (katholisch)                                                    |      | G. Kühn                                        | 1984         | II/P    | 15       | Orgel, mechanische Trakturen, seitenspielig |
| Ammendorf                       | Armenische Kirche Surp Harutyun (ehem. St. Hedwig)                         |      | G.Kühn                                         | 1967         | II/P    | 10       | Orgel, derzeitig unspielbar |
| Ammendorf                       | St. Katharinen (evangelisch)                                               |      | Wilhelm Rühlmann                               | 1905         | II/P    | 15       | bis auf Windlade Schwellwerk und Spieltischfragment nicht erhalten, durch Digitalorgel ersetzt.                                                  |
| Beesen                          | St. Elisabeth (evangelisch)                                                |      | Wilhelm Rühlmann                               | 1927         | II/P    | 12       | Orgel geplant waren 15 Register, ausgeführt wurden 12, 1988 Umdisponierung                                                                       |
| Böllberg                        | St. Nikolaus (evangelisch)                                                 |      | Kühn Orgelbau Merseburg                        | 1979         | I/P     | 7        | Orgel hinterspielig, besitzt teilweise geteilte Schleifen.                                                                                       |
| Büschdorf                       | St. Nikolaus (evangelisch)                                                 |      | Wilhelm Rühlmann                               | 1888         | II/P    | 12       | Orgel 1960er Jahre Umdisponierung, heute saniert und verändert erhalten                                                                          |
| Damaschkestraße                 | Lutherkirche (evangelisch)                                                 |      | Wilhelm Rühlmann                               | 1930         | III/P   | 43       | Orgel eine der letzten Großorgeln der Firma, heute größte Rühlmann-Orgel der Stadt, 2012–2015 Instandsetzung.                                    |
| Damaschkestraße                 | Lutherkirche (Gemeindesaal) (evangelisch)                                  |      | Reinhard Adam Orgelbau                         | 1967         | I/P     | 7        | Orgel |
| Diemitz                         | St. Johannes der Täufer                                                    |      | Wilhelm Rühlmann                               | 1936         | II/P    | 16       | Orgel teilweise erhalten, ausgelagert |
| Dölau                           | S. Nicolai et Antonii                                                      |      | unbekannt                                      | 1980er Jahre | I/p     | 3        | Orgel |
| Freiimfelde                     | Christuskirche (evangelisch)                                               |      | Wilhelm Rühlmann                               | 1928         | II/P    | 14       | Orgel hinter dem Altar, 1980er Jahre umdisponiert, verändert erhalten, sanierungsbedürftig                                                       |
| Frohe Zukunft                   | Heilandskirche (evangelisch)                                               |      | A. Schuster & Sohn                             | 1956         | II/P    | 8        | Orgel als Brüstungsorgel, 1990 durch die Erbauerfirma saniert                                                                                    |
| Gesundbrunnen                   | Kirche am Gesundbrunnen (Adam-Orgel) (evangelisch)                         |      | Reinhard Adam Orgelbau                         | 1957         | II/P    | 13       | Orgel ist pneumatisch, mit Rückpositiv u. Freipfeifenprospekt, schlecht spielbar                                                                 |
| Gesundbrunnen                   | Kirche am Gesundbrunnen (Tzschöckel-Orgel) (evangelisch)                   |      | Reinhart Tzschöckel                            | 1993         | II/P    | 11 (7)   | Orgel aus Schwäbisch Hall angekauft und 2018 als Ersatz für die Adam-Orgel in der Kirche im Altarraum aufgestellt.                               |
| Gesundbrunnen                   | Paul-Riebeck-Stift (Kapelle) (evangelisch / Landeskirchliche Gemeinschaft) |      | Wilhelm Rühlmann                               | 1897         | I/P     | 6        | Orgel original erhalten, 2009 Sanierung samt neuer Prospektpfeifen.                                                                              |
| Giebichenstein/Mühlwegviertel   | Anstaltskirche der Diakonie (St. Martin) (evangelisch)                     |      | Wilhelm Rühlmann                               | 1908         | II/P    | 20       | Orgel steht auf der Ostempore (!), 1994 Sanierung und Einbau eines zweifachen pneumatischen Setzers                                              |
| Giebichenstein                  | Bartholomäuskirche (evangelisch)                                           |      | Wilhelm Rühlmann                               | 1904/1936    | II/P    | 29/34    | Orgelerbaut mit II/29 hinter historischem Prospekt, 1936 erweitert, verändert erhalten.                                                          |
| Giebichenstein                  | Diakonissen-Mutterhaus, Saal                                               |      | Mitteldeutscher Orgelbau A. Voigt              | 1982         | I       | 4        | Orgel |
| Giebichenstein                  | St. Norbert (katholisch)                                                   |      | W. Sauer Orgelbau                              | 1989         | II/P    | 12       | Orgel erbaut als Ersatz für eine Dachbodenorgel der Fa. Feith, die heute nicht mehr spielbar ist                                                 |
| Kanena                          | St. Stephanus (evangelisch)                                                |      | Wilhelm Rühlmann                               | 1913         | II/P    | 12       | Orgel original erhalten, hinter historischem Prospekt                                                                                            |
| Kröllwitz                       | St. Petrus (evangelisch)                                                   |      | Wilhelm Rühlmann                               | 1901/1936    | II/P    | 24/29    | Orgel, das Instrument wurde 1936 auf 29 Register erweitert und die Traktur durch W. Sauer Orgelbau elektrifiziert                                |
| Landrain                        | Gertraudenfriedhof (Große Feierhalle)                                      |      | Wilhelm Rühlmann                               | 1925         | II/P    | 11       | Orgel in Orgelkammer, eingeschränkt spielbar, original erhalten.                                                                                 |
| Lettin                          | St. Wenzel (evangelisch)                                                   |      | August Ferdinand Wäldner                       | 1860         | I/P     | 8        | Orgel stand einst auf der Ostempore, 1958 Umsetzung nach Westen                                                                                  |
| Mötzlich                        | St. Pankratius (evangelisch)                                               |      | Wilhelm Rühlmann                               | 1880/1913    | II/P    | 13/14    | Orgel 1913 durch Rühlmann erweitert, erhalten, spielbar, älteste Rühlmann-Orgel im Stadtgebiet                                                   |
| Nietleben                       | Dorfkirche (evangelisch)                                                   |      | Friedrich Gerhardt                             | 1886         | II/P    | 15       | Orgel mit Barkermaschine, saniert und erhalten                                                                                                   |
| Nördliche Innenstadt            | Löwengebäude (Aula) (konfessionslos)                                       |      | Wilhelm Sauer                                  | 1926/29      | II/P    | 32       | Orgel mit pneumatischen Taschenladen und Disposition nach M. Praetorius                                                                          |
| Nördliche Innenstadt            | Friedenskirche (Baptisten)                                                 |      | Gerhard Kühn                                   | 1954         | II/P    | 14       | Orgel 1997 verbrannt und durch Digitalorgel ersetzt                                                                                              |
| Nördliche Innenstadt            | Stadtmission (Großer Saal)                                                 |      | Gustav Heinze                                  | 1936         | II/P    | 17       | Orgel |
| Nördliche Innenstadt            | Neuapostolische Kirche                                                     |      | Hoffmann Orgelbau                              | 2001         | II/P    | 20       | Orgel |
| Nördliche Innenstadt            | Schlesisches Konvikt (Aula) (konfessionslos)                               |      | W. Sauer Orgelbau                              | 1939         | II/P    | 23       | Orgel besitzt als Besonderheit pneumatisch angesteuerte Schleifladen                                                                             |
| Nördliche Innenstadt            | Schlesisches Konvikt (Übraum)                                              |      | Reinhard Adam Orgelbau                         | 1972         | II/P    | 5/4      | Orgelbesitzt heute kein eigenes Pedalregister mehr, mechanische Trakturen.                                                                       |
| Nördliche Innenstadt/Neumarkt   | Laurentiuskirche (evangelisch)                                             |      | Orgelbau Hüfken Halberstadt                    | 1997         | II/P    | 25       | Orgel erbaut mit Registern aus der Vorgängerorgel, die dem Brand der Kirche zum Opfer fiel                                                       |
| Nördliche Innenstadt            | Georg-Friedrich-Händel-Halle                                               |      | Klais Orgelbau                                 | 2000         | III/P   | 56       | Orgel |
| Nördliche Innenstadt            | Krankenhauskapelle                                                         |      | Wilhelm Rühlmann                               | 1930         | II/P    | 6        | Orgel nur fragmentarisch erhalten |
| Paulusviertel                   | Pauluskirche                                                               |      | Orgelbau Kutter                                | 2024         | IV/P    | 113 (60) | Orgel mit digitalen Erweiterungen und zwei Seitenwerken                                                                                          |
| Paulusviertel                   | Paulus-Gemeindehaus                                                        |      | Alexander Schuke                               | 1965         | I/P     | 7        | |
| Radewell                        | St. Wenzel (evangelisch)                                                   |      | Eule Orgelbau Bautzen                          | 1950         | II/P    | 15       | Orgel ersetzte eine Rühlmann-Orgel von 1903 |
| Reideburg                       | St. Gertraud (evangelisch)                                                 |      | Friedrich Wilhelm Wäldner                      | 1847         | II/P    | 16       | Orgel wurde um 1980 umdisponiert, weitgehend original erhalten, aber sanierungsbedürftig.                                                        |
| Südliche Innenstadt             | Freylinghausensaal (Franckesche Stiftungen) (konfessionslos)               |      | Wilhelm Rühlmann                               | 1913         | II/P    | 18       | Orgel 1990 saniert und generalüberholt, pneumatische Kegelladen.                                                                                 |
| Südliche Innenstadt             | Propsteikirche St. Franziskus und St. Elisabeth (katholisch)               |      | A. Schuster & Sohn                             | 1975         | III/P   | 41       | Orgel erbaut als Ersatz für eine Orgelanlage aus 1939, 2009 Umarbeitung durch Weimbs                                                             |
| Südliche Innenstadt             | Kapelle des Provinzialhauses der Grauen Schwestern an der Hl. Elisabeth    |      | A. Schuster & Sohn                             | 1982         | II/P    | 13       | Orgel |
| Südliche Innenstadt             | St. Johannes (evangelisch)                                                 |      | Wilhelm Rühlmann                               | 1893/1953    | II/P    | 25/29    | Orgel nur als Fragment erhalten, 1953 durch Adam Orgelbau erweitert, nicht spielbar, nur in Teilen erhalten                                      |
| Südliche Innenstadt             | St. Johannes (Gemeindehaus)                                                |      | W. Sauer Orgelbau                              | 1984         | I/-     | 3        | Orgel Kleinorgel bzw. Serienpositiv Typ L |
| Südliche Innenstadt             | St. Johannes (Gemeindehaus)                                                |      | W. Sauer Orgelbau                              | 1985         | I/p     | 4        | Orgel Serienpositiv Typ H |
| Südliche Innenstadt/Glaucha     | St. Georgen                                                                |      | W. Rühlmann                                    | 1925         | II/P    | 31       | Orgel nur Prospekt erhalten, Orgelwerk verloren – Prospekt von 1862/63                                                                           |
| Südliche Innenstadt/Lutherplatz | Franziskanerkirche Zur Heiligsten Dreieinigkeit (katholisch)               |      | Kühn Orgelbau Merseburg                        | 1960er Jahre | III/P   | 27+2     | Orgel erbaut als Erweiterung einer Rieger-Orgel von 1933, 2010/11 überholt durch Vogtländischer Orgelbau Th. Wolf                                |
| Trotha                          | St. Briccius (evangelisch)                                                 |      | Wilhelm Rühlmann                               | 1899/1916    | II/P    | 18/19    | Orgel stand einst auf der Ostempore, 1911 versetzt, verändert erhalten                                                                           |
| Wörmlitz                        | St. Petrus (evangelisch)                                                   |      | A. Schuster & Sohn                             | 1960         | II/P    | 10       | Orgel hinter Prospekt einer Orgel aus Battgendorf/Kölleda, Werk erbaut für Barfüßerkirche Erfurt, 2011 nach Wörmlitz umgesetzt                   |